# 北海道道849号日東東雲線
北海道道849号日東東雲線（ほっかいどうどう849ごう にっとうとううんせん）は、北海道上川郡上川町内を結ぶ一般道道（北海道道）である。

## 概要
旭川紋別自動車道上川層雲峡ICへのアクセスルートにもなっている。

### 路線データ
- 起点：北海道上川郡上川町字日東（国道39号交点）
- 終点：北海道上川郡上川町東雲（国道39号上、上川大橋付近）
- 路線延長：8.3km（実延長）

## 歴史
- 1975年（昭和50年）3月31日 - 路線認定[1]。
- 2001年（平成13年）6月1日 - 経路変更。（認定当初は終点まで石狩川左岸を走り、上川大橋を渡ってきた国道と合流していた。）
- 2024年（令和6年）12月2日 - 経路変更[2]。（認定当初は起点を出るとすぐに白雲橋で石狩川を渡り、ほどなく右折し、国道39号の対岸を通るルートであった。）

## 路線状況

### 重複区間
- 上川町日東 - 上川町日東（国道39号）
- 上川町新光町 - 上川町東雲（国道39号）

### 道路施設
主な橋梁
- 菊水新橋（石狩川）＝上川町字日東 - 上川町字菊水
- 菊水橋（石狩川）＝上川町字菊水 - 上川町新光町

## 地理
- 起点から国道39号を約3.9km上川市街方面に走った地点で左折し、菊水新橋で石狩川を渡り、国道39号の約500m先の地点で右折する。その先約2.5kmにわたって国道39号の対岸を通る。上川町菊水で右折し、菊水橋で再度石狩川を渡ると国道に合流する。

### 通過する自治体
- 上川総合振興局
  - 上川郡上川町

### 交差する道路
上川町
- 国道39号 - 日東（起点）、新光町（終点）
- 北海道道1171号上川層雲峡インター線 - 菊水
- 北海道道300号上川停車場線 - 川端町（終点）